# Bypass (elettrotecnica)
Un by-pass (o bypass) è un ramo di un circuito (generalmente idraulico o elettrico) utilizzato per evitare e passare oltre (bypassare) un apparecchio, un impianto o un dispositivo. Attraverso il bypass si può quindi regolare il flusso (ad esempio di fluido o elettricità) che passa attraverso il ramo principale.

## Circuiti di bypass
I circuiti di questo tipo sono di molteplici tipo, alcuni di questi sono:

### Circuiti in idraulica
Negli impianti di riscaldamento, tra i tubi partenza/ritorno dell'acqua alla caldaia, un dispositivo automatico di by-pass (valvola differenziale) permette di garantire costantemente un flusso d'acqua minima nel corpo di riscaldamento, anche se tutte le valvole termostatiche dell'impianto sono chiuse simultaneamente.

### Circuiti dei pannelli fotovoltaici
I diodi di bypass elettronici sono dei diodi presenti all'interno dei moduli fotovoltaici. Essi evitano che le celle possano essere attraversate da una eventuale corrente inversa (per esempio se il modulo viene parzialmente ombreggiato), danneggiando così i moduli stessi o riducendo la potenza erogata.